# Сахалінка (селище)
Сахалі́нка (рос. Сахалинка) — селище у складі Первомайського району Томської області, Росія. Входить до складу Сергієвського сільського поселення.

## Населення
Населення — 72 особи (2010; 89 у 2002).
Національний склад (станом на 2002 рік):
- росіяни — 87 %